# 中見立夫
中見 立夫（なかみ たてお、1952年2月 - ）は、日本の政治学者・歴史学者。専門は東アジア地域の外交史、国際関係論。東京外国語大学名誉教授。

## 人物
1952年、東京都生まれ。東京外国語大学外国語学部モンゴル語学科で学び、1974年に卒業。一橋大学大学院法学研究科公法専攻に進学し、国際関係論・外交史の細谷千博の指導を受けた。1979年、一橋大学大学院法学研究科公法専攻博士課程を単位取得退学し、東京外国語大学アジア・アフリカ言語文化研究所助手に就いた。1987年に助教授、1997年に教授昇格。2017年に東京外国語大学を定年退職し、名誉教授となった。
その他
- 2006-2007年：米国プリンストン高等研究所研究員
- 東洋文庫研究部研究員
- 中国人民大学清史研究所教授

## 受賞
- 2006年：モンゴル国大統領北極星勲章を受章。

## 著作
単著
- 『「満蒙問題」の歴史的構図』（東京大学出版会, 2013）

共著
- 『内陸アジア』<地域からの世界史 6> 間野英二・堀直・小松久男（朝日新聞社, 1992）
- 『東アジア』国分良成・倉田秀也・小島朋之・高橋伸夫・谷垣真理子・長田彰文・平岩俊司・若林正丈（自由国民社, 1997）
- 『満洲とは何だったのか』中見立夫ほか (藤原書店, 2004)

編著
- 『境界を超えて―東アジアの周縁から―』編（山川出版社, 2002）
- 『近代中国東北地域史研究の新視角』江夏由樹・西村成雄・山本有造共編（山川出版社, 2005）

論文
- 「大橋忠一と須磨弥吉郎 ―異色外交官の戦前・戦中・戦後―」『東アジア近代史』第11号（2008年, 67-87頁.
- 「宣統三年夏の庫倫」細谷良夫編『清朝史研究の新たなる地平―フィールドと文書を追って―』（山川出版社、2008年, 310-330頁.
- 「旗人金梁与清史档案」中国第一歴史档案館編『明清档案与歴史研究論文集―慶祝中国第一歴史档案館成立80周年』上冊（北京：新華出版社、2008年, 108-120頁.